# Хюттенберг (Каринтия)
Хю́ттенберг (нем. Hüttenberg) — ярмарочная коммуна (нем. Marktgemeinde) в Австрии, в федеральной земле Каринтия. 
Входит в состав округа Санкт-Файт. Население составляет 1699 человек (на 31 декабря 2005 года). Занимает площадь 134,52 км². Официальный код — 2 05 11.

## Достопримечательности
Самый известный музей города — Музей Генриха Харрера, известного уроженца Хюттенберга, проведшего семь лет в Тибете до установления над ним контроля КНР. Музей посвящён культуре и религии Тибета и других стран, а также альпинизму. 

## Политическая ситуация
Бургомистр коммуны — Рудольф Шраттер (СДПА) по результатам выборов 2003 года.
Совет представителей коммуны (нем. Gemeinderat) состоит из 15 мест.
- СДПА занимает 9 мест.
- АПС занимает 3 места.
- местный список: 2 места.
- АНП занимает 1 место.